# The Post Millennial
The Post Millennial es un periódico digital canadiense publicado en idioma inglés. Fundado en 2017, publica noticias de Montreal, del Canadá, e internacionales. Es propiedad de Human Events Media Group, la empresa matriz del sitio web  estadounidense Human Events, desde 2022. Ha llegado a ocupar el sitio 23 entre los medios canadienses por tamaño de audiencia.

## Historia
The Post Millennial fue fundado en agosto de 2017 por Matthew Azrieli, Ali Taghva y Madison Hofmeester. Azrieli es el nieto del multimillonario promotor inmobiliario canadiense-israelí David Azrieli. Taghva es un desarrollador de blockchain nacido en Irán,  que utilizó las redes sociales para coordinar una protesta estudiantil contra la Federación de Maestros de Escuelas Secundarias de Ontario por la Ley de Priorización de los Estudiantes mientras estaba en la Escuela Secundaria Richmond Green en 2012.  Hoofmeester trabajó como consultor SEO. El trío también fundó el sitio web de noticias conservador The Nectarine en 2018 con Jeff Bellingall, quien entonces era un activista político del Primer ministro de Ontario —Doug Ford—, a través de su grupo publicitario Ontario Proud. Según Taghva, ambos sitios web compartían recursos de centro de cómputo.
La presencia del sitio en Facebook se expandió rápidamente entre junio de 2018 y mayo de 2019, y las interacciones en la página aumentaron de 36.000 a 194.000 por mes.   En enero de 2019, el sitio web recibía hasta 200.000 visitas mensuales según datos de Similarweb.  Abrió una nueva oficina en Montreal y la organización proyectó otra expansión a Toronto en 2020.  En mayo de 2019, Jeff Ballingall fue contratado como director de mercadeo de la empresa. Taghva le atribuyó el mérito de liderar la exitosa campaña electoral de Erin O'Toole para el liderazgo del Partido Conservador de Canadá en agosto de 2020. Un estudio de medios realizado por el Observador Nacional de Canadá encontró que el 8 por ciento de los encuestados conservadores leen The Post Millennial. 
A mediados de 2020, Taghva dejó su puesto de editor en jefe para crear una empresa de ciberseguridad.
A principios de 2022, The Post Millennial ocupaba el puesto 23 entre los medios de comunicación canadienses por tamaño de audiencia, con un promedio de 1.968.000 visitas mensuales únicas entre enero y marzo de 2021 según Similarweb, pero no cumplía con el estándar mínimo de informes de Comscore.

## Propiedad e ingresos
El sitio web fue inicialmente propiedad de The Post Millennial Corporation, con sede en Montreal.
A mediados de 2019, al anunciar la contratación de Ballingall como ejecutivo, The Post Millennial afirmó que la financiación provenía de "inversionistas privados".  Según Taghva, el sitio recibía ingresos de clientes de consultoría y a través de suscripciones pagas o publicidad; no reveló el número de suscriptores ni mostró ningún anuncio.   Después de conseguir un comprador para The Post Millennial en 2022 y anunciar su propia salida, Azrieli declaró que había autofinanciado el sitio web. 
En mayo de 2022, Human Events Media Group anunció que había adquirido The Post Millennial .   Human Events Media Group también es propietario de Human Events, una publicación estadounidense fundada en 1944 que comenzó a publicarse exclusivamente en línea en 2013.  

## Contenido
El Post Millennial ofrece historias tanto nacionales como regionales. Publica artículos sobre política y cultura. Su sección de opinión constituye una parte importante de su contenido y prominentes columnistas como Barbara Kay han escrito opiniones para el medio, al igual que múltiples diputados del Parlamento de Canadá.  En una entrevista para Rebel News en 2020, Ali Taghva afirmó que el sitio web se había concebido como un medio de comunicación para publicar noticias sin editar que "hablasen por sí solas".
En julio de 2020, después de que el manifestante de Black Lives Matter Garrett Foster fuera asesinado a tiros en Austin, Texas, The Post Millennial afirmó falsamente que Foster había disparado contra un vehículo.  En realidad, Foster no había disparado ningún tiro antes de ser asesinado. El Post Millennial publicó posteriormente una corrección, pero siguió culpando a Foster por la muerte; The Daily Dot describió el episodio como un ejemplo de cómo «la desinformación circulada por grupos marginales para apoyar su narrativa preferida —que los manifestantes de Black Lives Matter son violentos y anárquicos— se abre paso en el ecosistema mediático conservador y llega hasta la Casa Blanca».  Un análisis de Politico y el Instituto para el Diálogo Estratégico sobre los medios de comunicación en el período previo a las elecciones presidenciales de 2020 en Estados Unidos concluyó que las figuras más prominentes que denunciaron la violencia de Black Lives Matter y las papeletas fraudulentas, James O'Keefe y Turning Point USA, fueron publicadas por The Post Millennial. 
En julio de 2020, The Daily Beast expuso una red en línea que difundía propaganda de los Emiratos Árabes Unidos contra Catar, Turquía e Irán mediante artículos de opinión publicados en medios de comunicación con autores ficticios. El Post Millennial publicó uno de estos artículos bajo el personaje falso "Joseph Labba". En respuesta, The Post Millennial declaró: «Parece que nos vimos envueltos en una operación de identidades falsas que afectó a otros 46 medios, entre ellos The Washington Examiner y The Hill Times... Un miembro de nuestro equipo editorial evaluó el envío y lo consideró meritorio [...y] un artículo de opinión bien escrito y razonado sobre un tema importante [...] Mantenemos la decisión de publicarlo y pronto lo publicaremos de nuevo bajo la firma de The Post Millennial».   
Muchos artículos publicados por el sitio web utilizan contenido agregado de otras fuentes de noticias, sitios de redes sociales y comunicados de prensa con "titulares incendiarios"; estos últimos han sido descritos como cebo para la ira.
En 2021, The Post Millennial jugó un papel clave en la creación de una narrativa viral que afirmaba falsamente que algunos miembros de la selección nacional femenina de fútbol de Estados Unidos habían faltado el respeto a un veterano de la Segunda Guerra Mundial de 98 años cuando tocó el himno nacional estadounidense " Star-Spangled Banner " antes de un partido.   La afirmación era falsa (de hecho, los jugadores se giraron hacia una bandera estadounidense mientras él jugaba), pero la historia se volvió viral en los medios de derecha).   Después de que otros medios corrigieron la historia, The Post Millennial cambió su historia para incluir una cita de la jugadora Carli Lloyd : "Giramos porque estábamos de cara a la bandera". 
En agosto de 2021, durante la pandemia de COVID-19, The Post Millennial publicó un artículo que insinuaba que los estudiantes de secundaria no vacunados del sistema escolar público de Eatonville, Washington, estaban obligados a usar monitores de tobillo; de hecho, los dispositivos eran monitores de proximidad que no rastreaban la ubicación, los usaban tanto los estudiantes vacunados como los no vacunados (así como el personal), y solo se requerían mientras participaban en deportes de interior de contacto alto y moderado.    Los dispositivos eran similares a los que utilizaban la NFL, la NBA y las Grandes Ligas de Béisbol.  Luego de ser contactados, The Post Millennial actualizó su titular   pero no agregó ninguna corrección. 

### Personal
Andy Ngo ha sido editor general desde finales de 2019. Ngo trabajó anteriormente con Quillette .  Varios anunciantes, como Logitech, retiraron sus anuncios del sitio debido a su asociación con Ngo. 
Yaakov Pollak, excandidato provincial del Partido Conservador, se unió al grupo de medios en julio de 2019. Pollak dirigió varias páginas de Facebook afiliadas al Partido Conservador, incluidas "Liberty Now" y "Elect Conservatives". Pollak no declaró su conexión con estas páginas; hasta que fue contactado por grupos de medios interesados, la mayoría del contenido de esas páginas provenía de The Post Millennial . 
The Post Millennial contrató a Cosmin Dzsurdzsa como uno de sus primeros empleados a finales de 2018; escribió más de 500 artículos para el sitio. En agosto de 2019, después de que National Observer le preguntara a The Post Millennial sobre los artículos anteriores de Dzsurdzsa publicados en Russia Insider y su trabajo para Free Bird Media, sitios conocidos por su propaganda a favor del Kremlin y sus comentarios supremacistas blancos, respectivamente, la publicación se separó de Dzsurdzsa. 